# Hora Svaté Kateřiny
Hora Svaté Kateřiny – miasto w Czechach, w kraju usteckim, w powiecie Most.
Według danych z 1 stycznia 2024, liczba mieszkańców miasta wynosi 460 osób (3089. miejsce w kraju wśród miejscowości; 599. miejsce wśród miast).

## Demografia
| Rok             | 2008 | 2016 | 2024 |
| --------------- | ---- | ---- | ---- |
| Liczba ludności | 404  | 453  | 460  |